# The Hundred Pound Window
Pour plus de détails, voir Fiche technique et Distribution.
The Hundred Pound Window est un film britannique réalisé par Brian Desmond Hurst, sorti en 1944.

## Synopsis
Un comptable se trouve obligé de trouver un deuxième travail dans un champ de courses au guichet des paris. Il va se trouver mêlé aux agissements de criminels.

## Fiche technique
- Titre original : The Hundred Pound Window
- Réalisation : Brian Desmond Hurst
- Scénario : Abem Finkel, d'après une histoire originale de Mark Hellinger
- Photographie : Otto Heller
- Musique : Hans May
- Société de production : Warner Bros.-First National Productions
- Société de distribution : Warner Bros.
- Pays d'origine :  Royaume-Uni
- Langue originale : anglais
- Format : Noir et blanc  — 35 mm — 1,37:1 — son mono
- Genre : Comédie policière
- Durée : 84 minutes
- Dates de sortie : Royaume-Uni : 3 avril 1944

## Distribution
- Anne Crawford : Joan Draper
- David Farrar : George Graham
- Frederick Leister : Ernest Draper
- Mary Clare : Millie Draper
- Richard Attenborough : Tommy Draper
- Niall MacGinnis : Chick Slater
- David Hutcheson : Steve Halligan
- David Horne : Baldwin